# The High Llamas
High Llamas è il gruppo nato nel 1991 per opera del compositore Sean O'Hagan, cantante e chitarrista della band.

## Storia del gruppo
La storia del gruppo è fortemente legata al suo fondatore: il nome della band infatti prende spunto proprio dal titolo del primo album da solista di Sean O'Hagan, High Llamas, appunto. Già membro dei Microdisney, O'Hagan vanta anche diverse collaborazioni con gli Stereolab, in veste di arrangiatore e tastierista. Ma è nel 1991 che il suo progetto più importante, gli High Llamas, prende vita. I rimandi ai Beach Boys più sofisticati, presenti sin dall'inizio, si fanno col tempo più originali, tanto da conferire agli High Llamas uno stile personale e ricercato. Le grandi suite strumentali, una costante nella produzione del gruppo, e l'arrangiamento minuzioso e dettagliato, garantiscono all'ensemble una propria identità e un posto di rilievo nel panorama della musica indipendente.

## Discografia
Album in studio
- 1992 - Santa Barbara
- 1994 - Gideon Gaye
- 1996 - Hawaii
- 1998 - Cold And Bouncy
- 1999 - Snowbug
- 2000 - Buzzle Bee
- 2003 - Beet Maize & Corn
- 2007 - Can Cladders
- 2011 - Talahomi Way
- 2024 - Hey Panda

EP
- 1994 - Apricots (Plastic)
- 1994 - Checking In, Checking Out
- 1996 - Nomads
- 1999 - The Sun Beats Down
- 1999 - Lollo Rosso
- 2003 - Retrospective, Rarities & Instrumental